# Льёрак
Льёра́к (фр. Lieurac) — коммуна во Франции, находится в регионе Юг — Пиренеи. Департамент коммуны — Арьеж. Входит в состав кантона Лавлане. Округ коммуны — Фуа.
Код INSEE коммуны — 09168.

## Население
Население коммуны на 2008 год составляло 153 человека.
| 1962 | 1968 | 1975 | 1982 | 1990 | 1999 | 2008 |
| ---- | ---- | ---- | ---- | ---- | ---- | ---- |
| 126  | 128  | 114  | 104  | 133  | 153  | 153  |

## Экономика
В 2007 году среди 107 человек в трудоспособном возрасте (15—64 лет) 74 были экономически активными, 33 — неактивными (показатель активности — 69,2 %, в 1999 году было 66,7 %). Из 74 активных работали 70 человек (44 мужчины и 26 женщин), безработными были 4 женщины. Среди 33 неактивных 12 человек были учениками или студентами, 7 — пенсионерами, 14 были неактивными по другим причинам.